# Apollon sauroctone

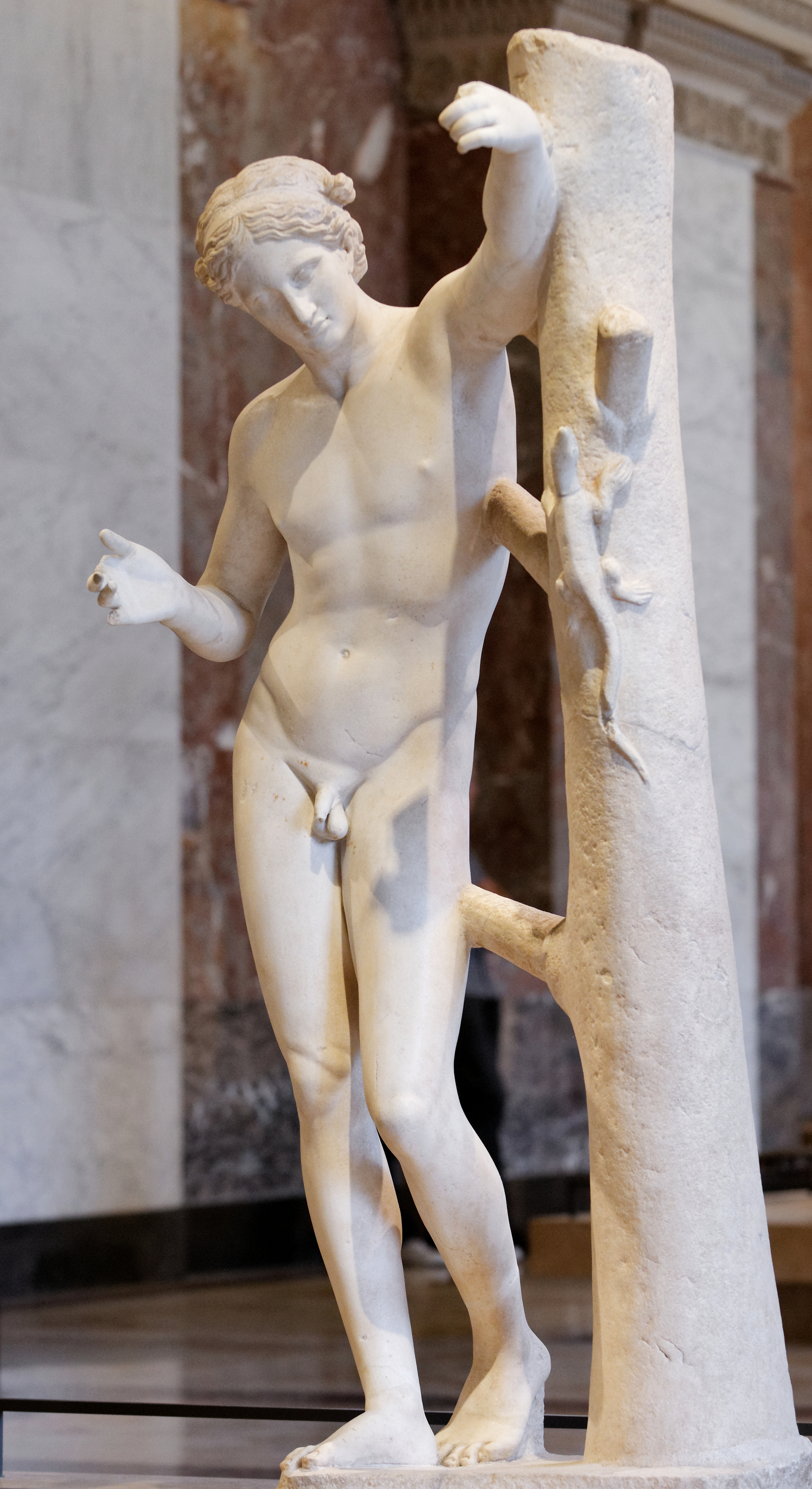
Le Sauroctone Borghèse du Louvre.

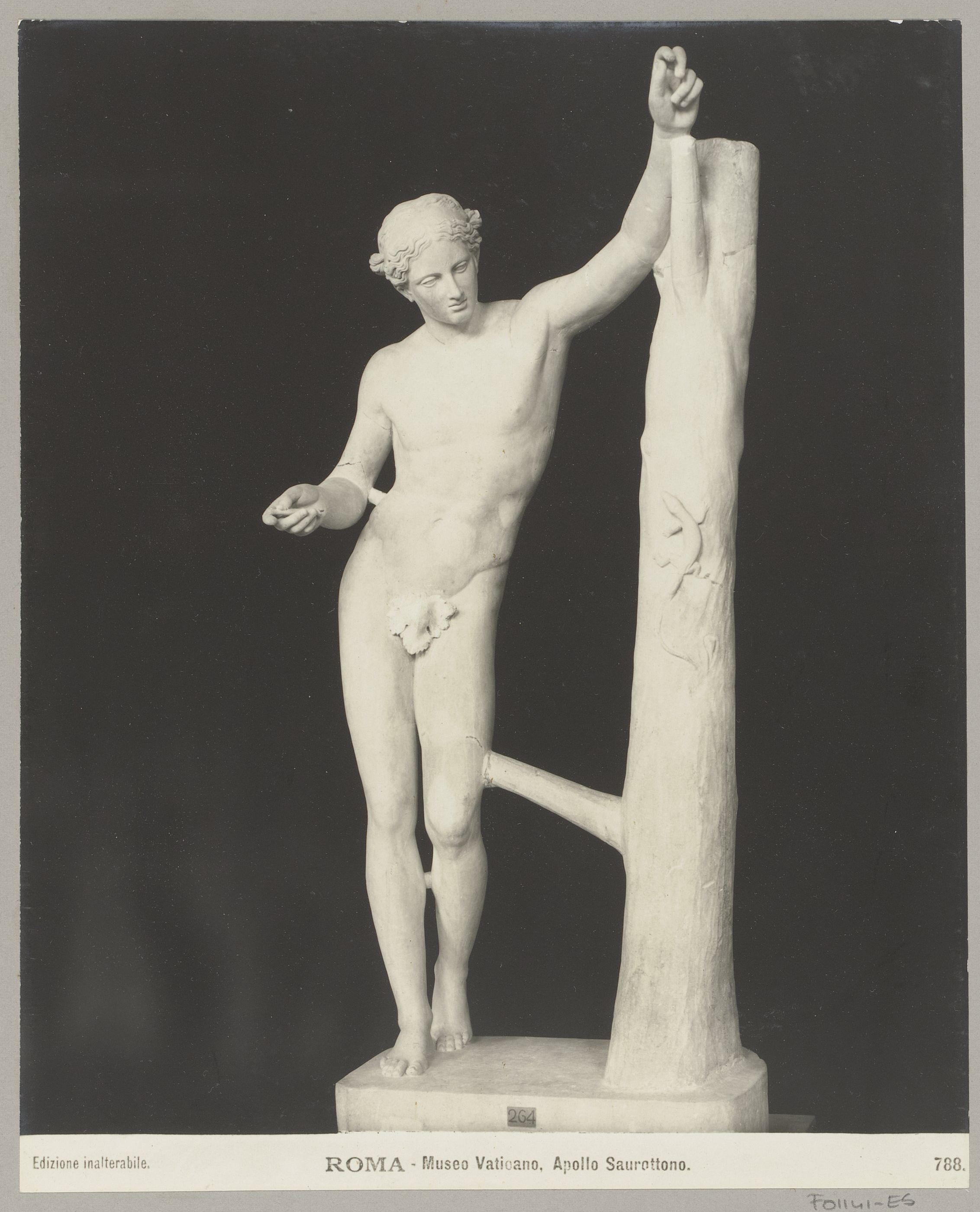
Sauroctone du Vatican, musée Pio-Clementino, galerie des statues (Inv. 750). Photographie ancienne.

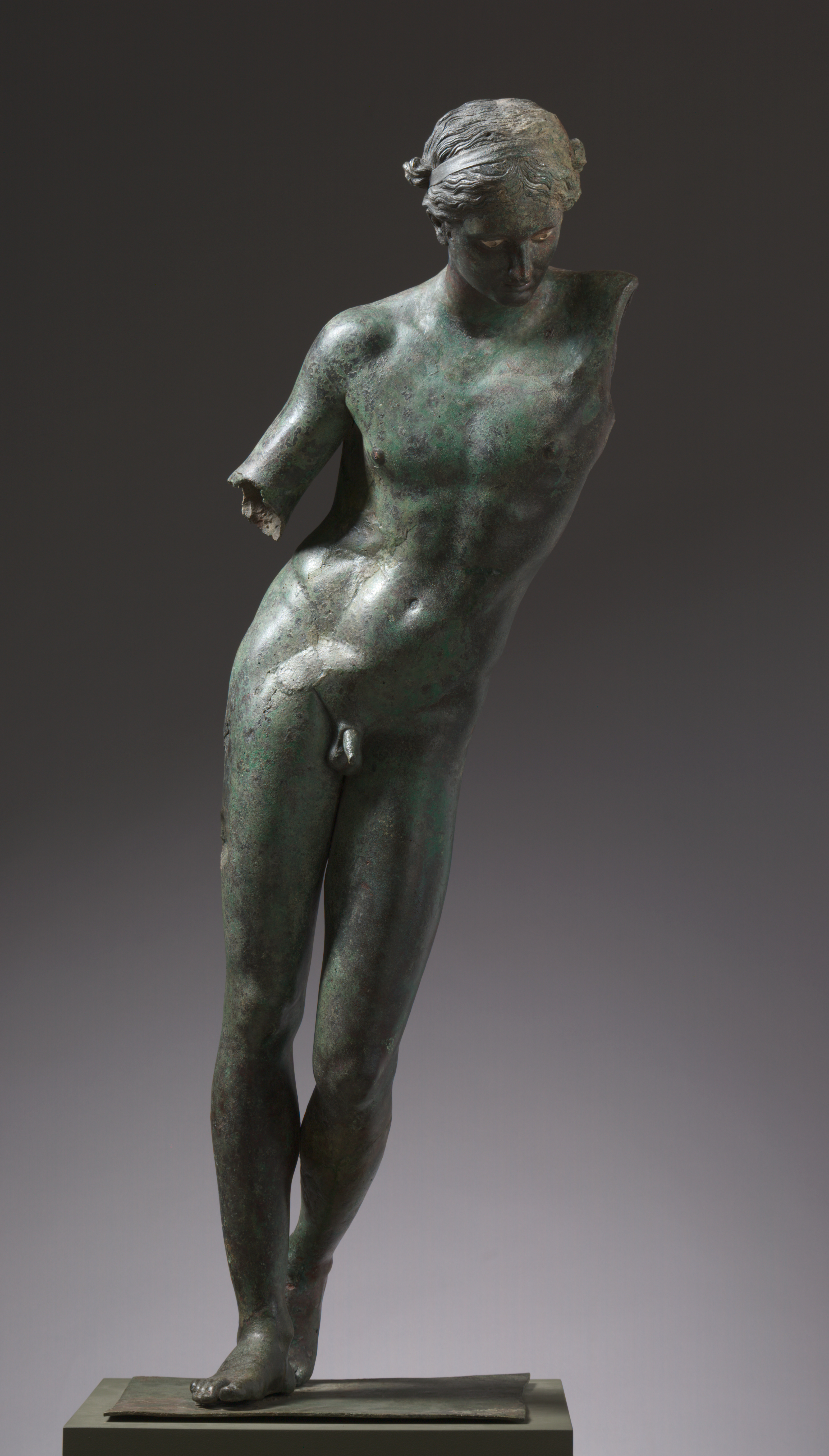
Apollon sauroctone, bronze du musée d'art de Cleveland.

Pour les articles homonymes, voir Apollon (homonymie).
L'Apollon sauroctone (Apollon tueur de lézards) est le nom de plusieurs copies romaines en marbre des Ier et IIe siècles d'un original du sculpteur grec antique Praxitèle. Les statues représentent un Apollon adolescent nu sur le point d'attraper un lézard grimpant à un arbre. Ce type statuaire grec est principalement connu par le Sauroctone Borghèse conservé au musée du Louvre (Ma 441), le Sauroctone du Vatican conservé au musée Pio-Clementino (Env. 750) et plus récemment, par l'Apollon de Cleveland en bronze conservé au Cleveland Museum of Art (Env. 2004-30). À l'époque romaine, de nombreuses copies en marbre furent réalisées, aujourd'hui visibles dans différents musées du monde, notamment dans les collections des musées du Vatican, de la Villa Albani et du National Museums Liverpool.
D'un point de vue historiographique, l'œuvre a été à l'origine de la Kopienforschung (« recherche des copies »), démarche consistant à recomposer un prototype perdu à partir de l'étude des copies, variantes, représentations sur d'autres supports (intailles, monnaies, etc.) et textes littéraires.

## Original
L'original en bronze de cette sculpture est attribué par Pline l'Ancien (XXXIV, 69-70) au sculpteur athénien Praxitèle et est généralement daté d'environ 350-340 av. J.-C. Martial a écrit une épigramme sur la statue (14, 172) : « Épargnez le lézard, garçon traître, qui rampe vers vous ; il désire périr de vos mains. »,.

## Histoire
À Rome, au XVIIe siècle, est découverte une statue grandeur nature d'un adolescent menaçant un lézard rampant sur un tronc d'arbre, laquelle rejoint rapidement les collections du cardinal Scipione Borghese. En 1720, le baron von Stosch rapproche une pierre gravée de ses collections d'un passage de Pline l'Ancien : « (Praxitèle réalisa aussi en bronze) un Apollon jeune, guettant avec une flèche un lézard en train de ramper, et qu'on appelle sauroctone. » En 1760, Johann Joachim Winckelmann étend le rapprochement à l'Apollon Borghèse et à une statuette en bronze de la collection Albani. Après avoir pensé à cette dernière, il reconnaît dans son Histoire de l'art (1760) un original de Praxitèle en l'Apollon Borghèse. La découverte quelques années plus tard d'autres sauroctones, et notamment d'une autre statue grandeur nature — le Sauroctone du Vatican — ruine cette hypothèse. Winckelmann et son collègue italien Ennio Quirino Visconti déterminent alors qu'il s'agit de copies romaines d'un même type. En 1807, le Sauroctone Borghèse fait partie des statues que le prince Camille Borghèse, en proie à de graves difficultés financières, est contraint de vendre à son beau-frère Napoléon Ier. L'œuvre rejoint alors le musée du Louvre, où elle se trouve toujours.
En 2003, l'étude du type est relancée par la mise sur le marché d'une statue jusque-là inconnue, qui se révèle être le seul Sauroctone grandeur nature en bronze. Selon son vendeur, il provient d'une résidence privée située dans l'ancienne RDA, où il était considéré comme une copie du XVIIIe ou du XIXe siècle. Acquis en 2004 par le Cleveland Museum of Art, l’« Apollon de Cleveland », comme on l'appelle bientôt, est daté par les premières analyses comme appartenant au second classicisme, et présenté par Michael Bennett, conservateur du département des antiquités grecques et romaines au CMA, comme pouvant avoir été la statue vue par Pline. La statue fait également l'objet d'une controverse sur son origine, des rumeurs affirmant qu'elle a été en réalité pillée en Italie ou en Grèce, ce qui a amené le Conseil central archéologique (KAS) grec à demander officiellement au Louvre de ne pas l'accueillir dans le cadre de son exposition Praxitèle du printemps 2007.

## Iconographie
La statue représente Apollon dans sa jeunesse, ce qui est inhabituel dans l'art classique qui ne représentait généralement pas d'autres dieux que Dionysos et Éros comme des enfants ou des adolescents. Martin Robertson a suggéré que la statue fait allusion au mythe d'Apollon tuant le serpent Python. Jennifer Neils conteste cela, notant que Python est représenté ailleurs dans l'art grec comme un serpent géant, et qu'il n'y a aucune raison de croire que le public antique aurait associé le petit lézard représenté sur l'Apollon Sauroctone à Python. La statue peut représenter Apollon guérissant le lézard, lié au mythe selon lequel le lézard, lorsqu'il perd la vue, est guéri en regardant le soleil. Elle peut encore figurer le rôle protecteur d'Apollon : dans sa main droite, le dieu devait tenir une flèche avec laquelle il s'apprêtait à frapper le lézard, symbole de maladie, d'épidémie et de contagion, qui grimpe sur le tronc de l'arbre.

## Description et style
Apollon est représenté comme un éphèbe : encore jeune, nu et aux membres flasques, immatures, presque féminins, il s'appuie avec un doux abandon sur un tronc d'arbre (nécessaire pour soutenir la statue). Le pied gauche, placé à côté du talon droit, provoque une relaxation complète et presque disjointe de la jambe gauche, augmentant ainsi la sensation de grâce du corps tendre et souple. Le décor n'est plus vertical et immobile comme dans les œuvres des sculpteurs précédents (comme par exemple dans le Doryphore de Polyclète ), mais plus dynamique et déséquilibré, capable de créer des lignes sinueuses.
Le jeune dieu, au regard légèrement distrait, est surpris au moment où il s'apprête à percer avec un stylet un lézard qui grimpe sur le tronc. C'est un dieu qui joue, une activité qu'aucun sculpteur des époques précédentes n'aurait jamais songé à attribuer à une divinité.
De même que la création de l'Aphrodite de Cnide prenait en compte l'implication directe du spectateur, le moteur de l'action considérait un événement fermé en lui-même, susceptible d'être seulement regardé par l'observateur, qui volait presque un instant d'intimité à la divinité, dans l'Apollon Sauroctonos, le spectateur a également la possibilité de contempler la nouvelle relation faite d'espaces, de gestes et de regards.
D'un point de vue iconologique, il peut s'agir d'une version d'Apollon Alexikakos (Ἀπόλλων Ἀλεξίκακος) ou protecteur du mal : Apollon est aussi le dieu de la lumière et, en tant que dissipeur des ténèbres, il défend les hommes contre divers dangers ; ainsi les épithètes alexikakos et apotropaios sont rejointes par celles de smintheus (pour se défendre contre les morsures de souris) et de parnopios (qui sauve des criquets).